# Shëngjin

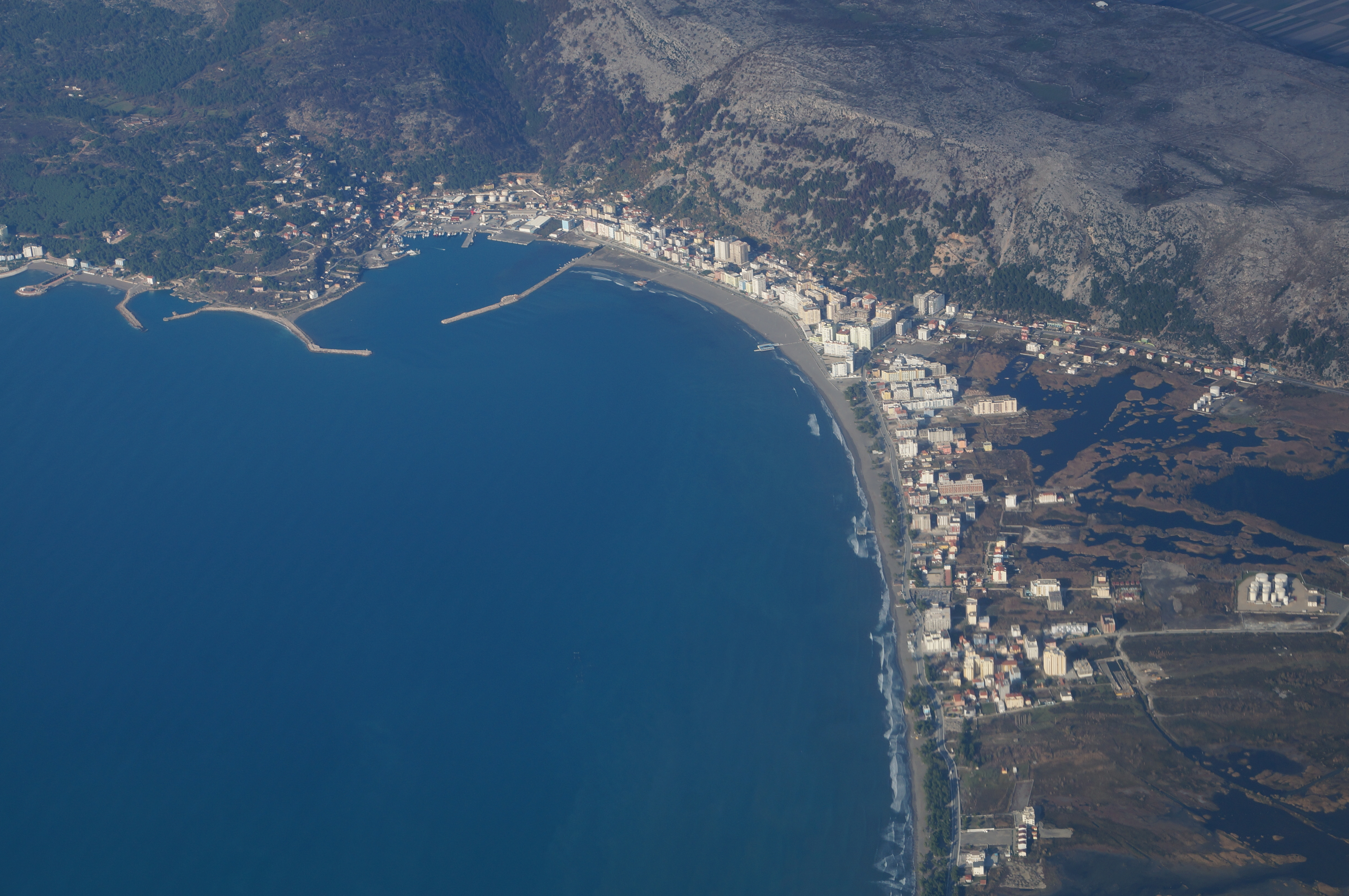
Luftaufnahme aus einem Flugzeug

Shëngjin (albanisch auch Shëngjini, italienisch San Giovanni di Medua) ist eine kleine Hafenstadt und ein Badeort im Nordwesten Albaniens am Adriatischen Meer. Der Ort hat 7000 Einwohner. Der Name Shëngjin bedeutet übersetzt Sankt Johann.
Shëngjin gehört heute zur Gemeinde Lezha und ist eine Njësia administrative innerhalb dieser. Bis 2015 war Shëngjin eine eigenständige Gemeinde (komuna), die neben der Stadt noch vier Dörfer umfasste. 

## Geographie
Shëngjin liegt am Nordrand einer weiten Bucht im Drin-Golf am Adriatischen Meer sieben Kilometer nordwestlich von Lezha, der Hauptstadt des Qarks.
Entlang der flachen Küste südlich der Stadt erstreckt sich der lange Strand Plazhi i Shëngjinit mit zahlreichen Hotels, Ferienwohnungen und Restaurants. Östlich und nördlich von Shëngjin zieht sich der bis zu 561 m ü. A. hohe Höhenzug des Mali i Rencit über mehrere Kilometer an der Küste entlang. Dieser fällt steil zur Küste ab. Am Fuße des Hügels befinden sich der Hafen und das Ortszentrum. Rund zweieinhalb Kilometer nördlich liegen die großen Sanddünen Rana e hedhun aus Alluvialsand.
Südlich von Shëngjin liegen mehrere Lagunen und das Flussdelta des Drin. Die Region ist als Naturreservat Kunë-Vain geschützt. Auf engen, geschotterten Wegen kann die Lagunen-Landschaft gegen eine Gebühr mit privaten Fahrzeugen erkundet werden.
Eingeklemmt zwischen Lagunen, Meer und Hügel ist Shëngjin einzig von Lezha aus auf einer schmalen Straße zwischen der Lagune und den Hügeln erreichbar. Entlang der Küste nach Norden oder Süden gibt es keine Straßen. Die Gemeinde Shëngjin umfasste einen langen Streifen Land entlang der Küste. Auf dem Hügel nördlich des Hauptortes gehörten die Dörfer Mali i Rencit und Mali i Shëngjinit zum Gemeindegebiet, in der Lagunen-Gegend südlich Ishull i Shëngjinit und Ishull i Lezhës. Gerade in den beiden letztgenannten Orten haben sich seit dem Ende des Kommunismus viele neue Bewohner angesiedelt, so dass zwei Drittel der Einwohner der Gemeinde in den vier Dörfern wohnten (gemäß Angaben der Qark-Behörden).
In Shëngjin und den umliegenden Dörfern blieb die Einwohnerzahl seit 1989 recht konstant bei rund 7000 Personen. Nur 2001 war die Zahl auf 8091 Einwohner angestiegen. 2023 wurden bei der Volkszählung 6963 Einwohner registriert.

## Geschichte
Schon in römischer Zeit benutzten die Bewohner des antiken Lissus (Lezha) Shëngjin als Hafen. Julius Cäsar soll hier im Krieg gegen Pompei gelandet sein. Damals hieß der Ort Nimphaeum. 1313 wurde er erstmals als San Giovanni di Medua schriftlich erwähnt. In osmanischer Zeit verlor Shëngjin wie auch Lezha an Bedeutung, denn der Handel in der Region konzentrierte sich auf das im Norden befindliche Shkodra und die Buna-Mündung bzw. Ulcinj in Montenegro.
Am 5. Dezember 1915 wurde der damals von Serben besetzte Hafen vom Kreuzer Novara und weiteren Schiffen der k.u.k. Kriegsmarine beschossen.
Shëngjin war bis Ende des 20. Jahrhunderts ein verschlafenes Dorf. Noch in den 20er Jahren war die Einwohnerzahl zweistellig. 1927 wurde der Ort, der zu osmanischer Zeit Şingin hieß, offiziell in Port Wilson umbenannt; es fehlen aber Hinweise, dass der neue Name auch gebraucht wurde.
Die Albanische Marine hatte während der kommunistischen Zeit in Shëngjin einige Boote stationiert und einen schiffbaren Bunker erstellt.
Im Dezember 2006 brannten mehrere Öltanks ab. Mehrere Tausend Liter Öl flossen in die angrenzende Lagune und bedrohten die Tier- und Pflanzenwelt sowie die für den Tourismus wichtigen Strände. Im darauf folgenden Sommer waren aber keine Schäden mehr direkt erkennbar.
Im Oktober 2024 eröffnete das italienische Innenministerium am Hafen von Shëngjin ein exterritoriales Aufnahme- und Abschiebezentrum für Flüchtlinge, das eine Außenstelle in Gjadër hat.

## Wirtschaft

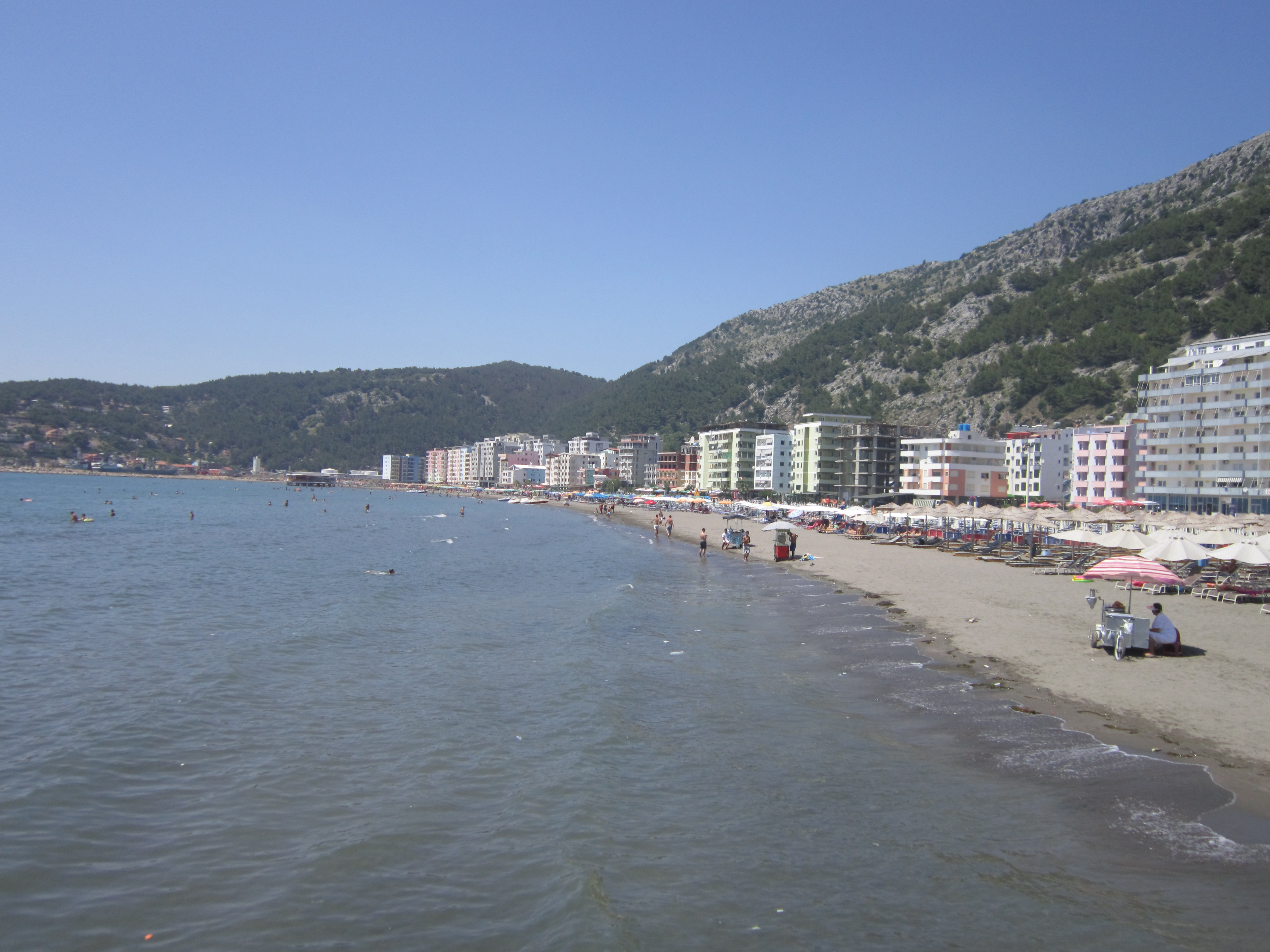
Strand mit Hotels und Appartementhäusern

Die Hafenstadt erfährt seit dem Ende der 1990er Jahre eine starke Wandlung. Mit dem Badetourismus kam Geld ins Städtchen, so dass viel gebaut und investiert werden konnte. Der Strand lockt im Sommer viele Albaner aus dem Kosovo an, seitdem hier zahlreiche Hotels, Ferienwohnungen und Gaststätten entstanden sind. Der Sandstrand ist sehr flach und wird von Pinienbäumen begrenzt.
Der Hafen ist nach jenem von Vlora der drittgrößte des Landes, hat aber wirtschaftlich keine sehr große Bedeutung, obwohl er der einzige nördlich von Durrës ist, dem größten Hafen Albaniens – im Jahr 2009 wurden Güter im Umfang von 369.000 Tonnen umgeschlagen. Es wird wenig Fischerei betrieben und auch Erdöl wird für verschiedene albanische Tankstellen-Unternehmen an Land gebracht, die dann dort in großen Tanks gebunkert werden. In den Jahren 2015/16 wurde das Hafenbecken ausgegraben und ein Fährterminal erbaut. Ein Aufschwung setzte aber nicht ein und die angekündigten Fähren nach Bari und Ancona verkehrten, aber nie regelmäßig. Es fehle auch eine leistungsfähige Straßenanbindung.
Die albanische Marine betreibt immer noch einen Stützpunkt im Hafen.

## Ehrenbürger
Im feierlichen Rahmen erhielten am 30. Juli 2012 folgende Persönlichkeiten für ihre Verdienste um die Stadt Shëngjin das Ehrenbürgerrecht:
- Stjepan Mesić (* 1934), ehemaliger Staatspräsident Kroatiens
- Alfred Moisiu (* 1929), ehemaliger Staatspräsident Albaniens
- Fatmir Sejdiu (* 1951), ehemaliger Staatspräsident Kosovos